# Organización territorial de Armenia
La República de Armenia se subdivide en once divisiones administrativas. De ellas, diez son provincias, conocidas como marzer (en armenio: մարզէր) o en singular como marz (en armenio: մարզ). 
Ereván es tratada por separado y se le otorga un estatus administrativo especial como capital del país. El jefe del Ejecutivo en cada uno de los 10 marzer es el marzpet, nombrado por el gobierno de Armenia. En Ereván, el jefe del Ejecutivo es el alcalde, nombrado por el presidente.

## Divisiones administrativas

### Provincias(marzer)
La siguiente es una lista de las provincias (marz) con información de población, área y densidad. Las cifras son del Comité Estadístico de Armenia. Tenga en cuenta que el área de la provincia de Geghark'unik' incluye el lago Sevan que cubre 1.278 kilómetros cuadrados de su territorio. Los datos de superficie y población por provincias, en 2013, eran los siguientes:
| 1. Aragatsotn (Արագածոտնի). 2. Ararat (Արարատի). 3. Armavir (Արմավիրի). 4. Geghark'unik' (Գեղարքունիքի). 5. Kotayk' (Կոտայքի). 6. Lorri (Լոռու). 7. Shirak (Շիրակի). 8. Syunik' (Սյունիքի). 9. Tavush (Տավուշի). 10. Vayots' Dzor (Վայոց Ձորի). 11. Ereván (Երևան). | Mapa de las provincias de Armenia. |

### Municipios(hamaynkner)
Dentro de cada provincia de la república, hay comunidades municipales (hamaynkner, en singular hamaynk), actualmente considerada la división administrativa de segundo nivel en Armenia. Cada municipio -conocido oficialmente como comunidad, ya sea rural o urbana- es una entidad autónoma y consta de uno o más asentamientos (bnakavayrer, singular bnakavayr). Los asentamientos están clasificados como ciudades (kaghakner, singular kaghak) o pueblos (gyugher, singular gyugh). En enero de 2018, Armenia se dividía en 503 comunidades, de las cuales 46 eran urbanas y 457 rurales. La capital, Ereván, también tiene el estatus de comunidad. Además, Ereván se divide en doce distritos semiautónomos.